# Thecla unilinea
Thecla unilinea är en fjärilsart som beskrevs av William James Kaye 1904. Thecla unilinea ingår i släktet Thecla och familjen juvelvingar. Inga underarter finns listade i Catalogue of Life.